# Волчиха (Балахонихинский сельсовет)
Волчи́ха — деревня в Нижегородской области Российской Федерации. В рамках организации местного (муниципального) самоуправления входит в состав городского округа город Арзамас.

## География
Располагается на реке Унева.
Местность относится к лесостепи:20, в орогидрографическом отношении находится в пределах западной
части Приволжской возвышенности и представляет собой приподнятую равнину,
расчленённую системами рек, относящихся к бассейну р.р. Оки и Волги:25
Климат, как и во всем районе, умеренно-континентальный:20.

## История
Входила до 2022 года в состав Балахонихинского сельсовета Арзамасского муниципального района. После их упразднения входит в состав городского округа город Арзамас.

## Население
| 1999 | 2002 | 2010 |
| ---- | ---- | ---- |
| 46   | ↘27  | ↗29  |

## Инфраструктура
Личное подсобное хозяйство с зоной сельскохозяйственного использования, индивидуальная застройка усадебного типа.

## Транспорт
Деревня доступна автотранспортом через посёлок Балахониха.  